# Tarachidia minuta
Tarachidia minuta là một loài bướm đêm trong họ Noctuidae.